# 堀川観光バス
堀川観光バス株式会社（ほりかわかんこうバス）は、福岡県糟屋郡宇美町に本社を置く貸切バス事業者である。

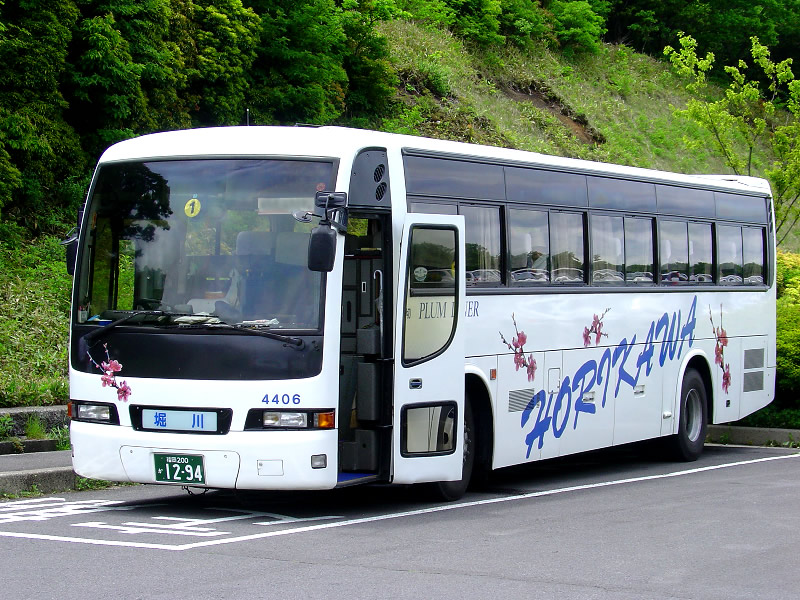
車両。通称「プラムライナー」と呼ばれ、白地に福岡県花である梅が描かれる。

## 沿革
元々は福岡県八女市の堀川バスの貸切部門であったが、2008年8月1日に福岡市で自動車教習所等を展開する株式会社マイマイに売却され、別法人として独立した。それ以前の沿革は堀川バスを参照のこと。

## 営業所
- 本社／福岡営業所 - 福岡県糟屋郡宇美町炭焼822-1

堀川バスより移管された。移管当初は福岡県八女市本村545に本社を置き、現在の本社は福岡営業所に移設している。

## 車両
三菱と日野が中心で、いすゞ車が少数在籍する。日野・セレガや三菱ふそう・エアロエース等が導入されている。また、西日本車体工業製ボディを採用した車両も残存している。
北海道の宗谷バスでは夏期繁忙期限定で、逆に夏期は閑散期となる沖縄県のバス事業者より車両と乗務員を借り受け入れているが、これを知った堀川観光バスでは、修学旅行等で繁忙期を迎える時期に車両と乗務員の借り受けを打診。2012年（平成24年）10月17日に運転手4名と前年に導入された新型車両3台が福岡県へ向かって出発し、同月下旬から12月上旬まで稼働した。